# Abu Rawash
Abu Rawash (Abu Roash) je mjesto u Egiptu, smješteno 8 km sjeverno od Gize. Tu je piramida faraona Džedefre te manja piramida za koju se vjeruje da pripada njegovoj ženi Kentetenki. 

## Artefakti
Informacije o Džedefrinoj djeci dolaze iz Abu Rawasha. Tu su pronađeni sljedeći artefakti:
- kip koji prikazuje Džedefrine noge i Kentetenku kraj njih,
- velika glava od kvarcita koja prikazuje Džedefru,
- kip Džedefrine kćeri Neferhotepes,
- kip Džedefrinog sina Setke,
- kip Heteferes II. kao sfinge,
- vaze.

## Vanjske poveznice
|  | Zajednički poslužitelj ima još gradiva o temi Abu Rawash |